# Чемпионат России по волейболу среди женщин 1996/1997
6-й Чемпионат России по волейболу среди женщин проходил с 22 октября 1996 по 14 апреля 1997 года с участием 12 команд. Чемпионский титул в 6-й раз подряд выиграла екатеринбургская «Уралочка».

## Регламент турнира
В суперлиге принимали участие 12 команд. Соревнования проводились в три этапа — предварительный, полуфинальный и финальный. На предварительном этапе команды были разделены на две группы «А» и «Б». В группе «А» по разъездному календарю в два круга спаренными матчами играли четыре лучшие команды по итогам чемпионата России 1995—1996, в группе «Б» по туровой системе — остальные 8. Лучшие две команды из группы «А» напрямую вышли в финальный этап. Оставшаяся пара и лучшая четвёрка из группы «Б» через полуфинальную стадию определили ещё две команды — участницы финального турнира.
За победу команды получали 2 очка, за поражение — 1, за неявку — 0. При равенстве очков у двух и более команд расстановка определялась по соотношению выигранных и проигранных партий во всех матчах. В заявку на матч разрешалось заявлять 12 волейболисток.

## Суперлига

### Предварительный этап

#### Группа «А»
20 октября — 20 декабря 2006.
| М | Команда                      | 1               | 2               | 3               | 4               | И  | В | П  | С/П   | О  |
| - | ---------------------------- | --------------- | --------------- | --------------- | --------------- | -- | - | -- | ----- | -- |
| 1 | «Уралтрансбанк» Екатеринбург |                 | 2:3 1:3 3:0 1:3 | 3:0 3:1 3:1 3:0 | 3:1 3:1 3:0 2:3 | 12 | 8 | 4  | 30:16 | 20 |
| 2 | ЦСКА Москва                  | 3:2 3:1 0:3 3:1 |                 | 1:3 2:3 0:3 3:0 | 3:0 3:0         | 12 | 8 | 4  | 27:16 | 20 |
| 3 | «Уралочка» Екатеринбург      | 0:3 1:3 1:3 0:3 | 3:1 3:2 3:0 0:3 |                 | 3:0 3:0         | 12 | 7 | 5  | 23:18 | 19 |
| 4 | «Россы» Москва               | 1:3 1:3 0:3 3:2 | 0:3 0:3         | 0:3 0:3         |                 | 12 | 1 | 11 | 5:35  | 13 |

«Уралтрансбанк» и ЦСКА вышли в финальный этап первенства. «Уралочка» и «Россы» примут участие в полуфинальном этапе.

#### Группа «Б»
октябрь 2006 — март 2007
| М | Команда                            | 1               | 2               | 3               | 4               | 5               | 6               | 7               | 8               | И  | В  | П  | С/П   | О  |
| - | ---------------------------------- | --------------- | --------------- | --------------- | --------------- | --------------- | --------------- | --------------- | --------------- | -- | -- | -- | ----- | -- |
| 1 | «Метар» Челябинск                  |                 | 2:3 0:3 3:2 3:0 | 3:0 1:3 1:3 3:2 | 3:1 3:1         | 1:3 2:3 3:0 3:2 | 3:0 3:2 3:0 3:1 | 3:0 3:1 3:0 3:2 | 3:0 3:1 3:2 3:2 | 28 | 22 | 6  | 73:39 | 50 |
| 2 | «Малахит» Екатеринбург             | 3:2 3:0 2:3 0:3 |                 | 3:0 3:0         | 3:1 2:3 1:3 3:0 | 3:0 3:0 1:3 0:3 | 3:0 3:0 3:0 0:3 | 3:2 3:1 3:2 3:0 | 2:3 3:0 3:0 0:3 | 28 | 18 | 10 | 65:35 | 46 |
| 3 | «Динамо» Краснодар                 | 0:3 3:1 3:1 2:3 | 0:3 0:3         |                 | 3:2 3:1 3:2 2:3 | 3:1 3:1 2:3 1:3 | 3:0 3:1 3:1 3:0 | 3:2 3:2 1:3 3:2 | 3:2 3:1         | 28 | 18 | 10 | 62:53 | 46 |
| 4 | ЦСК ВВС «Искра» Самара             | 1:3 1:3         | 1:3 3:2 3:1 0:3 | 2:3 1:3 2:3 3:2 |                 | 3:1 3:1 2:3 3:0 | 1:3 3:0 3:0 3:1 | 3:0 3:2 0:3 3:2 | 3:2 3:0 3:2 2:3 | 28 | 15 | 13 | 60:55 | 43 |
| 5 | «Синяя птица» Балаково             | 3:1 3:2 0:3 3:2 | 0:3 0:3 3:1 3:0 | 1:3 1:3 3:2 3:1 | 1:3 1:3 3:2 0:3 |                 | 3:0 0:3 2:3 1:3 | 1:3 1:3 3:0 3:0 | 1:3 2:3 3:0 3:2 | 28 | 12 | 16 | 51:58 | 40 |
| 6 | СКА «Забайкалка» Чита              | 0:3 2:3 0:3 1:3 | 0:3 0:3 0:3 3:0 | 0:3 1:3 1:3 0:3 | 3:1 0:3 0:3 1:3 | 0:3 3:0 3:2 3:1 |                 | 1:3 3:1 3:1 3:2 | 1:3 3:0 3:1 0:3 | 28 | 10 | 18 | 38:63 | 38 |
| 7 | «Заречье-Одинцово» Московская обл. | 0:3 1:3         | 2:3 1:3 2:3 3:0 | 2:3 2:3 3:1 2:3 | 0:3 2:3 3:0 2:3 | 3:1 3:1 0:3 0:3 | 3:1 1:3 1:3 2:3 |                 | 2:3 3:2 3:2 3:0 | 28 | 9  | 19 | 50:65 | 37 |
| 8 | «Спартак» Омск                     | 0:3 3:1 2:3 2:3 | 3:2 0:3 0:3 3:0 | 2:3 1:3         | 2:3 0:3 2:3 3:2 | 3:1 3:2 0:3 2:3 | 3:1 0:3 1:3 3:0 | 3:2 2:3 2:3 0:3 |                 | 28 | 8  | 20 | 48:68 | 36 |

«Метар», «Малахит», «Динамо» и ЦСК ВВС «Искра» вышли в полуфинальный этап первенства. Остальные команды примут участие в переходном турнире команд суперлиги и высшей лиги.

### Полуфинальный этап
14 — 19 марта 1997. Полевской (Свердловская область).
| М | Команда                 | 1   | 2   | 3   | 4   | 5   | 6   | И | В | П | С/П   | О  |
| - | ----------------------- | --- | --- | --- | --- | --- | --- | - | - | - | ----- | -- |
| 1 | «Уралочка» Екатеринбург |     | 3:0 | 3:1 | 3:0 | 3:0 | 3:0 | 5 | 5 | 0 | 15:1  | 10 |
| 2 | «Малахит» Екатеринбург  | 0:3 |     | 3:0 | 3:0 | 3:2 | 3:1 | 5 | 4 | 1 | 12:6  | 9  |
| 3 | «Метар» Челябинск       | 1:3 | 0:3 |     | 3:0 | 3:2 | 3:2 | 5 | 3 | 2 | 10:10 | 8  |
| 4 | «Динамо» Краснодар      | 0:3 | 0:3 | 0:3 |     | 3:0 | 3:0 | 5 | 2 | 3 | 6:9   | 7  |
| 5 | ЦСК ВВС «Искра» Самара  | 0:3 | 2:3 | 2:3 | 0:3 |     | 3:2 | 5 | 1 | 4 | 7:14  | 6  |
| 6 | «Россы» Москва          | 0:3 | 1:3 | 2:3 | 0:3 | 2:3 |     | 5 | 0 | 5 | 5:15  | 5  |

«Уралочка» и «Метар» вышли в финальный этап первенства. Занявший 2-е место «Малахит» от участия в финальной стадии отказался, так как имел статус фарм-команды «Уралочки» и «Уралтрансбанка».

### Финальный этап
Команды играли по туровой системе. Туры состоялись 7-9 апреля 2007 в Москве и 12-14 апреля 1997 в Екатеринбурге.
| М | Команда                      | 1   | 2   | 3       | 4       | И | В | П | С/П  | О  |
| - | ---------------------------- | --- | --- | ------- | ------- | - | - | - | ---- | -- |
| 1 | «Уралочка» Екатеринбург      |     | 3:1 | 3:0     | 3:0     | 6 | 6 | 0 | 18:2 | 12 |
| 2 | ЦСКА Москва                  | 1:3 |     | 3:0     | 3:0     | 6 | 4 | 2 | 14:6 | 10 |
| 3 | «Уралтрансбанк» Екатеринбург | 0:3 | 0:3 |         | 1:3 3:0 | 6 | 1 | 5 | 4:15 | 7  |
| 4 | «Метар» Челябинск            | 0:3 | 0:3 | 3:1 0:3 |         | 6 | 1 | 5 | 3:15 | 7  |

### Итог
| 1. «Уралочка» (Екатеринбург)      | 5. «Малахит» (Екатеринбург) |
| 2. ЦСКА (Москва)                  | 6. «Динамо» (Краснодар)     |
| 3. «Уралтрансбанк» (Екатеринбург) | 7. ЦСК ВВС «Искра» (Самара) |
| 4. «Метар» (Челябинск)            | 8. «Россы» (Москва)         |

### Команды-призёры
«Уралочка» (Екатеринбург)
Елена Василевская, Евгения Артамонова, Елизавета Тищенко, Елена Година, Наталья Морозова, Елена Тюрина, Мария Лихтенштейн, Ирина Лобзова, Елена Сенникова.
Главный тренер — Николай Карполь.
 ЦСКА (Москва)
Марина Харчинская, Татьяна Буцкая, Ольга Поташова, Наталья Жарова, Наталья Макарова, Ольга Морозова, Елена Бондаренко, Анастасия Горбачёва, Виктория Степанищева, Марина Иванова, Светлана Иванова, Елена Константинова.
Главный тренер — Леонид Зайко.
 «Уралтрансбанк» (Екатеринбург)
Татьяна Грачёва, Наталья Сафронова, Анастасия Беликова, Любовь Соколова, Инесса Емельянова, Ирина Тебенихина, Светлана Корытова, Татьяна Меньшова, Ольга Чуканова, Ирина Уютова, Лариса Яровенко, Анжела Гурьева, Анна Артамонова, Елена Фильманович, Наталья Караулова, Алёна Попова.
Главный тренер — Николай Карполь.

## Переходный турнир команд суперлиги и высшей лиги
В турнире принимали участие четыре команды суперлиги, занявшие на предварительном этапе 5-8 места, и четыре лучшие команды высшей лиги по итогам финального турнира. Соревнования проходили по туровой системе. Между собой встречались только команды разных лиг. Учитывались результаты встреч команд между собой на предыдущей стадии розыгрыша (их результаты выделены курсивом), но только половина очков, набранных при этом.
| М | Команда                            | 1               | 2               | 3               | 4               | 5               | 6               | 7               | 8               | И  | В  | П  | С/П   | О    |
| - | ---------------------------------- | --------------- | --------------- | --------------- | --------------- | --------------- | --------------- | --------------- | --------------- | -- | -- | -- | ----- | ---- |
| 1 | МГФСО Москва                       |                 | 1:3 2:3         | 2:3 3:1 1:3 3:1 | 3:0             | 3:0 3:0 1:3 1:3 | 3:0 3:2         | 3:0             | 3:0 3:1 3:2 3:0 | 20 | 14 | 6  | 50:25 | 24   |
| 2 | «Заречье-Одинцово» Московская обл. | 3:1 3:2         |                 | 1:3 3:0         | 3:1 3:1 0:3 0:3 | 3:2 3:1         | 2:3 3:2 3:2 3:0 | 3:1 1:3 1:3 2:3 | 3:0             | 20 | 13 | 7  | 46:31 | 24   |
| 3 | «Университет» Белгород             | 3:2 1:3 3:1 1:3 | 3:1 0:3         |                 | 0:3 3:1         | 1:3 3:0 0:3 3:2 | 3:1 0:3         | 3:0             | 3:0 3:2 2:3 2:3 | 20 | 11 | 9  | 40:37 | 22   |
| 4 | «Синяя птица» Балаково             | 0:3             | 1:3 1:3 3:0 3:0 | 3:0 1:3         |                 | 3:0             | 1:3 2:3 3:0 3:2 | 3:0 0:3 2:3 1:3 | 3:2 3:1         | 20 | 10 | 10 | 39:35 | 21,5 |
| 5 | «Факел» Новый Уренгой              | 0:3 0:3 3:1 3:1 | 2:3 1:3         | 3:1 0:3 3:0 2:3 | 0:3             |                 | 3:2 0:3         | 3:0             | 3:0 3:1 3:0 2:3 | 20 | 10 | 10 | 37:36 | 20,5 |
| 6 | «Спартак» Омск                     | 0:3 2:3         | 3:2 2:3 2:3 0:3 | 1:3 3:0         | 3:1 3:2 0:3 2:3 | 2:3 3:0         |                 | 3:1 0:3 1:3 3:0 | 3:2 3:1         | 20 | 9  | 11 | 39:42 | 20,5 |
| 7 | СКА «Забайкалка» Чита              | 0:3             | 1:3 3:1 3:1 3:2 | 0:3             | 0:3 3:0 3:2 3:1 | 0:3             | 1:3 3:2 3:1 0:3 |                 | 3:2 3:0         | 20 | 10 | 10 | 32:42 | 20   |
| 8 | «Спутник» Новосибирск              | 0:3 1:3 2:3 0:3 | 0:3             | 0:3 2:3 3:2 3:2 | 2:3 1:3         | 0:3 1:3 0:3 3:2 | 2:3 1:3         | 2:3 0:3         |                 | 20 | 3  | 17 | 23:57 | 15,5 |

По итогам переходного турнира МГФСО (Москва), «Заречье-Одинцово» (Московская обл.), «Университет» (Белгород) и «Синяя птица» (Балаково) получили право на выступление в суперлиге в сезоне 1997—1998.

## Высшая лига
Соревнования в высшей лиге состояли из двух этапов — предварительного и финального. На предварительном этапе соревнования проводились в двух группах — «Запад» и «Восток». В финальном этапе принимали участие по четыре лучшие команды из обеих групп.

### Предварительный этап
| Группа «Запад» | Группа «Запад»            | Группа «Запад» | Группа «Запад» | Группа «Запад» | Группа «Запад» | Группа «Запад» |
| М              | Команды                   | И              | В              | П              | С/П            | О              |
| -------------- | ------------------------- | -------------- | -------------- | -------------- | -------------- | -------------- |
| 1              | МГФСО (Москва)            | 20             | 17             | 3              | 54:19          | 37             |
| 2              | «Университет» (Белгород)  | 20             | 15             | 5              | 52:20          | 35             |
| 3              | «Тулица-Туламаш» (Тула)   | 20             | 12             | 8              | 41:31          | 32             |
| 4              | ТТУ (Санкт-Петербург)     | 20             | 9              | 11             | 34:39          | 29             |
| 5              | «Кумир» (Иваново)         | 20             | 5              | 15             | 21:53          | 25             |
| 6              | «Экран» (Санкт-Петербург) | 20             | 2              | 18             | 15:55          | 22             |

| Группа «Восток» | Группа «Восток»                 | Группа «Восток» | Группа «Восток» | Группа «Восток» | Группа «Восток» | Группа «Восток» |
| М               | Команды                         | И               | В               | П               | С/П             | О               |
| --------------- | ------------------------------- | --------------- | --------------- | --------------- | --------------- | --------------- |
| 1               | «Факел» (Новый Уренгой)         | 20              | 17              | 3               | 57:13           | 37              |
| 2               | «Прометей» (Уфа)                | 20              | 16              | 4               | 52:23           | 36              |
| 3               | «Спутник» (Новосибирск)         | 20              | 14              | 6               | 46:31           | 34              |
| 4               | «Якутяночка» (Якутск)           | 20              | 6               | 14              | 30:45           | 26              |
| 5               | «Металлист» (Каменск-Уральский) | 20              | 4               | 16              | 20:53           | 24              |
| 6               | «Алтай» (Барнаул)               | 20              | 3               | 17              | 15:55           | 23              |

По итогам предварительного этапа по четыре лучшие команды из обеих групп вышли в финальный этап. Команды, занявшие 5-е и 6-е места, примут участие в переходном турнире высшей и первой лиг.

### Финальный этап
Принимали участие по 4 лучшие команды от обеих групп по итогам предварительного этапа. Соревнования прошли по туровой системе. Учитывались результаты встреч команд между собой на предварительной стадии (их результаты выделены курсивом).
| М | Команда                 | 1               | 2               | 3               | 4               | 5               | 6               | 7               | 8               | И  | В  | П  | С/П   | О  |
| - | ----------------------- | --------------- | --------------- | --------------- | --------------- | --------------- | --------------- | --------------- | --------------- | -- | -- | -- | ----- | -- |
| 1 | МГФСО Москва            |                 | 3:0 3:0 1:3 1:3 | 2:3 3:1 1:3 3:1 | 3:0 3:1 3:2 3:0 | 3:0 3:0         | 3:2 3:1 3:0 3:0 | 3:0 3:0 0:3 3:2 | 3:1 3:1 3:2 3:0 | 28 | 23 | 5  | 74:29 | 51 |
| 2 | «Факел» Новый Уренгой   | 0:3 0:3 3:1 3:1 |                 | 3:1 0:3 3:0 2:3 | 3:0 3:1 3:0 2:3 | 3:0 3:0 3:2 2:3 | 3:1 3:1 3:1 1:3 | 3:0 2:3 3:0 3:0 | 3:0 3:0 3:0 2:3 | 28 | 20 | 8  | 69:33 | 48 |
| 3 | «Университет» Белгород) | 3:2 1:3 3:1 1:3 | 1:3 3:0 0:3 3:2 |                 | 3:0 3:2 2:3 2:3 | 2:3 3:0 3:0 3:0 | 3:1 3:0 3:0 2:3 | 3:0 3:1 1:3 3:0 | 3:0 3:0         | 28 | 19 | 9  | 69:36 | 47 |
| 4 | «Спутник» Новосибирск   | 0:3 1:3 2:3 0:3 | 0:3 1:3 0:3 3:2 | 0:3 2:3 3:2 3:2 |                 | 1:3 3:2 1:3 1:3 | 1:3 3:1 1:3 3:2 | 3:1 3:0 3:2 3:1 | 3:2 3:2 3:1 3:1 | 28 | 14 | 14 | 53:63 | 42 |
| 5 | «Прометей» Уфа          | 0:3 0:3         | 0:3 0:3 2:3 3:2 | 3:2 0:3 0:3 0:3 | 3:1 2:3 3:1 3:1 |                 | 3:2 1:3 1:3 0:3 | 3:1 3:2 0:3 2:3 | 3:0 3:0 3:1 3:1 | 28 | 12 | 16 | 44:62 | 40 |
| 6 | ТТУ Санкт-Петербург     | 2:3 3:1 0:3 0:3 | 1:3 1:3 1:3 3:1 | 1:3 0:3 0:3 3:2 | 3:1 1:3 3:1 2:3 | 2:3 3:1 3:1 3:0 |                 | 2:3 0:3 0:3 3:0 | 3:1 2:3 3:2 0:3 | 28 | 11 | 17 | 48:62 | 39 |
| 7 | «Тулица-Туламаш» Тула   | 0:3 0:3 3:0 2:3 | 0:3 3:2 0:3 0:3 | 0:3 1:3 3:1 0:3 | 1:3 0:3 2:3 1:3 | 1:3 2:3 3:0 3:2 | 3:2 3:0 3:0 0:3 |                 | 1:3 1:3 3:1 2:3 | 28 | 9  | 19 | 41:70 | 37 |
| 8 | «Якутяночка» Якутск     | 1:3 1:3 2:3 0:3 | 0:3 0:3         | 0:3 0:3         | 2:3 2:3 1:3 1:3 | 0:3 0:3 1:3 1:3 | 1:3 3:2 2:3 3:0 | 3:1 3:1 1:3 3:2 |                 | 28 | 5  | 23 | 31:75 | 33 |

По итогам финального турнира МГФСО, «Факел», «Университет» и «Спутник» вышли в переходный турнир суперлиги и высшей лиги.

## Переходный турнир высшей и первой лиг
Участвовали 4 команды высшей лиги, занявшие на предварительном этапе в зонах «Запад» и «Восток» 5-е и 6-е места, и 4 лучшие команды первой лиги. Учитывались результаты встреч команд между собой на предыдущей стадии чемпионата, но у команд высшей лиги в зачёт пошла только половина очков, набранных при этом. Турнир проходил по туровой системе.
| М | Команды                         | И  | В  | П | НЯ | С/П   | О   |
| - | ------------------------------- | -- | -- | - | -- | ----- | --- |
| 1 | «Магия» (Липецк)                | 14 | 12 | 2 | 0  | 40:9  | 26  |
| 2 | «Кумир» (Иваново)               | 16 | 12 | 4 | 0  | 38:19 | 25  |
| 3 | ЦСК ВВС «Искра»-2 (Самара)      | 14 | 10 | 4 | 0  | 30:17 | 24  |
| 4 | «Экран» (Санкт-Петербург)       | 16 | 9  | 7 | 0  | 38:25 | 22  |
| 5 | «Рекорд» (Воронеж)              | 14 | 7  | 7 | 0  | 27:27 | 21  |
| 6 | «Геолог» (Тюмень)               | 14 | 6  | 8 | 0  | 23:27 | 20  |
| 7 | «Металлист» (Каменск-Уральский) | 16 | 3  | 1 | 12 | 9:42  | 3,5 |
| 8 | «Алтай» (Барнаул)               | 16 | 1  | 3 | 12 | 6:45  | 2,5 |

НЯ — неявки
«Металлист» и «Алтай» от участия отказались. Во всех матчах турнира им зачтены поражения.
По итогам переходного турнира «Магия», «Кумир», ЦСК ВВС «Искра»-2 и «Экран» получили право на выступление в высшей лиге в сезоне 1997—1998.

## Первая лига
Итоговая расстановка
| 1. «Магия» (Липецк)               |
| 2. ЦСК ВВС «Искра»-2 (Самара)     |
| 3. «Рекорд» (Воронеж)             |
| 4. «Геолог» (Тюмень)              |
| 5. «Сбербанк» (Москва)            |
| 6. «Визит» (Кузнецк)              |
| 7. «ТМЗ» (Тутаев)                 |
| 8. «Темп» (Ижевск)                |
| 9. «Челнинка» (Набережные Челны)  |
| 10. «Буревестник» (Королёв)       |
| 11. СКИФ (Волгоград)              |
| 12. РоАЭС (Волгодонск)            |
| 13. «Дружба» (Йошкар-Ола)         |
| 14. ИГЭА-«Электросвязь» (Иркутск) |
| 15. «Экономист» (Саратов)         |
| 16. «Метар»-2 (Челябинск)         |
| 17. «Взлёт» (Крымск)              |
| 18. «Ника» (Красноярск)           |

## Вторая лига
Итоговая расстановка
| 1. «Индезит» (ЦСКА-2) (Москва) |
| 2. МГФСО-2 (Москва)            |
| 3. «Лицей» (Юрга)              |
| 4. «Надежда» (Серпухов)        |
| 5. ЭВОС (Пенза)                |
| 6. «Дончанка» (Новочеркасск)   |
| 7. «Орловчанка» (Орёл)         |
| 8. «Юность-Искра» (Самара)     |
| 9. «Каучук» (Стерлитамак)      |
| 10. «Педагог» (Магнитогорск)   |
| 11. «Буревестник» (Оренбург)   |
| 12. «Россиянка» (Выкса)        |
| 13. «Торпедо» (Ульяновск)      |